# Tephritinae
Tephritinae là một phân họ của họ Ruồi đục quả.

## Phân loại
Tephritinae được chia thành 11 tông:
- Acrotaeniini: 99 loài, 10 chi:

Acrotaenia, Acrotaeniacantha, Acrotaeniostola, Baryplegma, Caenoriata, Euarestopsis, Neotaracia, Polionota, Pseudopolionota, Tetreuaresta và Tomoplagia.
- Cecidocharini: 41 loài, 8 chi:

Cecidocharella, Cecidochares, Hetschkomyia, Neorhagoletis, Ostracocoelia, Procecidochares, Procecidocharoides và Pyrgotoides.
- Dithrycini: 103 loài, 12 chi:

Dithryca, Aciurina, Eurosta, Valentibulla, Liepana, Oedaspis, Oedoncus, Peronyma, Ptiloedaspis, Xenodorella,  Hendrella và Placaciura.
- Eutretini: 96 loài, 16 chi:

Afreutreta, Cosmetothrix, Cryptotreta, Dictyotrypeta, Dracontomyia, Eutreta (phân chi Eutreta, Metatephritis và Setosigena), Laksyetsa, Merzomyia, Paracantha, Polymorphomyia, Pseudeutreta, Rachiptera, Stenopa, Strobelia, Tarchonanthea và Xanthomyia.
- Myopitini: 132 loài, 11 chi:

Asimoneura, Eurasimona, Goedenia, Inuromaesa, Myopites, Myopitora, Neomyopites, Rhynencina, Spinicosta, Stamnophora và Urophora.
- Noeetini: 21 loài,  chi:

Acidogona, Ensina, Hypenidium, Jamesomyia, Noeeta, Paracanthella và Trigonochorium.
- Schistopterini: 55 loài, 10 chi:

Bactropota, Brachiopterna, Clematochaeta, Cordylopteryx, Eutretosoma, Heringomyia, Pararhabdochaeta, Rhabdochaeta, Rhochmopterum và Schistopterum.
- Tephrellini: 178 loài, 40 chi:

Aciura, Afraciura, Bezzina (đồng nghĩa muộn: Bezziella), Brachyaciura, Chipingomyia, Curticella, Dicheniotes, Dorycricus, Elaphromyia, Ghentia, Gymnaciura, Hyaloctoides, Katonaia, Malagaciura, Malaisinia, Manicomyia, Metasphenisca, Munroella, Namibiocesa, Ocnerioxyna, Oxyaciura, Paraciura, Paraspheniscoides, Paraspheniscus, Pediapelta, Perirhithrum, Platensina, Platomma, Pliomelaena, Psednometopum, Pseudafreutreta, Pterope, Sphaeniscus, Stephanotrypeta, Sundaresta, Tephraciura, Tephrelalis, Tephrella, Triandomelaena và Ypsilomena.
- Tephritini: 976 loài, 80 chi:

Acanthiophilus, Acronneus, Actinoptera, Allocraspeda, Antoxya, Axiothauma, Bevismyia, Brachydesis, Brachytrupanea, Campiglossa, Capitites, Celidosphenella, Collessomyia, Cooronga, Cryptophorellia, Dectodesis, Deroparia, Desmella, Dioxyna, Donara, Dyseuaresta, Elgonina, Euaresta, Euarestella, Euarestoides, Euryphalara, Euthauma, Freidbergia, Goniurellia, Gymnosagena, Heringina, Homoeothrix, Homoeotricha, Hyalopeza, Hyalotephritis (đồng nghĩa: Tephritites), Insizwa, Lamproxyna, Lamproxynella, Lethyna, Marriottella, Mastigolina, Mesoclanis, Migmella, Multireticula, Namwambina, Neosphaeniscus, Neotephritis, Oedosphenella, Orotava, Orthocanthoides, Oxyna, Oxyparna, Pangasella, Paraactinoptera, Parafreutreta, Parahyalopeza, Paraspathulina, Paratephritis, Peneparoxyna, Peratomixis, Phaeogramma, Pherothrinax, Plaumannimyia, Pseudoedaspis, Ptosanthus, Quasicooronga, Scedella, Soraida, Spathulina, Sphenella, Stelladesis, Tanaica, Telaletes, Tephritis, Tephritomyia, Tephritoresta, Tephrodesis, Trupanea, Trupanodesis, Trypanaresta và Xanthaciura.
- Terelliini: 104 loài, 6 chi:

Chaetorellia, Chaetostomella, Craspedoxantha, Neaspilota (phân chi Footerellia, Neaspilota và Neorellia), Orellia và Terellia (phân chi Cerajocera và Terellia).
- Xyphosiini: 29 loài, 5 chi:

Epochrinopsis, Gymnocarena, Icterica, Ictericodes và Xyphosia.
25 loài thuộc 4 chi không được xếp vào bất cứ tông nào ở trên:
Acinia, Lilloaciura, Rhithrum và Tanaodema.
Các chi khác cũng được xếp vào phân họ này:
Chejuparia, Mimosophira,